# Johann Martin Abele
Johann Martin von Abele (* 31. März 1753 in Darmstadt; † 3. September 1805 in Ulm) war ein deutscher Publizist und Historiker.

## Leben
Abele studierte Rechtswissenschaft und wurde 1778 an der Universität Göttingen zum Dr. jur. promoviert. Anschließend hielt er dort Vorlesungen, wechselte aber schon 1779 als Stadtsyndikus nach Kempten. Dieses Amt bekleidete er neben zahlreichen anderen bis zur Vereinigung der Stadt mit Kurpfalz-Bayern (1802). 1791 wurde Abele von Kaiser Leopold II. geadelt und 1798 zum öttingen-wallersteinschen Hofrat ernannt. In Kempten betrieb er Buchhandel und eine Buchdruckerei, wo er neben der Zeitung Neueste Weltbegebenheiten und verschiedenen Schriften auch seine eigenen herausgab. Nach der Säkularisation und Mediatisierung in Kempten 1802 trat Abele in den Dienst der neuen Landesherrschaft und stieg bis zum Sectionsdirector bei der Landesdirection und ersten weltlichen Rat des Ulmer Konsistoriums auf. Er starb 1805 in Ulm.

## Schriften
- Vom Verhältniß der Magistrate und der Bürgerschaft in Reichsstädten, 1780
- Ueber Teutschland, Kaisertodesfall, Trauer u. s. w., Kempten 1790 (anonym)
- Versuch über das teutsche Staatsrecht während eines Zwischenreichs, Kempten 1792